# Gnophos rufitinctaria
Gnophos rufitinctaria är en fjärilsart som beskrevs av George Francis Hampson 1902. Gnophos rufitinctaria ingår i släktet Gnophos och familjen mätare. Inga underarter finns listade i Catalogue of Life.